# Bernat Sastre Barceló
Bernat Sastre Barceló (1881 o 1882 - 1965, Llucmajor, Mallorca) fou un guàrdia civil i regidor de l'ajuntament de Llucmajor, una vegada retirat, durant la dictadura franquista. Assolí la presidència de l'ajuntament entre 1943 i 1944.
Sastre era guàrdia civil i fou destinat a diferents llocs de la península. El 1899 essent guàrdia segon fou premiat per la participació en una acció contra el contraban a Biscaia. El 1920 estava destinat a les Illes Balears, era cabo i rebé un premi a la constància. El 1931 era sergent a la Comandància de les Illes Balears i fou ascendit a sotsoficial. El 1932 estava destinat a Múrcia, fou ascendit a alferes i destinat a Castelló. Quan es produí el cop d'estat del 18 de juliol de 1936 es posà de part dels revoltats. Una vegada jubilat residí a Llucmajor i fou nomenat regidor de l'ajuntament. Amb la dimissió de Jaume Morey el 1943 fou designat batle fins al 1944.